# Norikatsu Koreyasu
Norikatsu Koreyasu (jap. 是安 則克, Koreyasu Norikatsu; * um 1960; † 23. September 2011) war ein japanischer Jazzmusiker (Kontrabass).
Norikatsu Koreyasu spielte ab den 1980er-Jahren in der japanischen Jazzszene u. a. mit Takashi Miyasaka (Soul Tomato, 1982), Osamu Matsumoto, Takayuki Kato, Shuichi Enomoto, Eiichi Hayashi und Kurumi Shimizu, ferner in der Nippon Soul Jazz Band und ab den 2000er-Jahren in Satoko Fujiis Formationen Gato Libre und Ma-Do (mit Akira Horikoshi, Natsuki Tamura), mit der er auch in Europa auf Tourneen ging. Zusammen mit dem Takayuki Kato und dem Sänger „Shoomy“ Akemi Taku legte er 2010 ein gemeinsames Album (ゆっくり夢見, Yukkuri Yumemi) auf dem Label Kitakara Records vor, mit Jazzstandards wie „All the Things You Are“, „Ruby, My Dear“ und „You Must Believe in Spring“. Der Diskograf Tom Lord listet seine Beteiligung im Bereich des Jazz zwischen 1982 und 2011 bei 16 Aufnahmesessions, zuletzt mit Yukiko Hayakawa (My Wardrobe, 2010) und Satoko Fujiis Formation Ma-Do (Album Time Stands Still, 2011). In späteren Jahren spielte er im Duo mit dem Saxophonisten Taiichi Kamimura und im Trio von Hisae Nakajima (mit Takuji Kusumoto); außerdem trat er als Solist auf.